# هانس ديلبروك
هانس ديلبروك (بالألمانية: Hans Delbrück) هو مؤرخ وسياسي ألماني ولد في 11 نوفمبر 1848 في بيرغن أوف روغين وتوفى في 14 يوليو 1929 في برلين.

## عائلته
في سنة 1884 تزوج هانس من لينا ذيرش وهي حفيدة الكيميائي الألماني يوستوس فون ليبغ. والذي ينتمي أيضا من بعيد إلى أحد فروع عائلة ديلبروك، وأنجبا سبعة أطفال.

## حياته
درس هانس ابتداء من سنة 1886 التاريخ وتخرج على يد هاينرش فون زيبل. وفي هذا الوقت شارك أيضا في الحرب الفرنسية البروسية.
اشتغل ابتداء من سنة 1883 مع هاينريش فون ترايتشكي في النشر.

## روابط خارجية
- هانس ديلبروك على موقع الموسوعة البريطانية (الإنجليزية)